# Air Philip
Air Philip (Эйр Филип), авиакомпания из Южной Кореи, с штаб-квартирой в городе Сеул, Корея. Базовый аэропорт - Кванджу, Корея. 
С ноября 2018 года авиакомпания стала выполнять первый международный рейс в город Владивосток (Россия) из аэропорта Муан.
На данный момент авиакомпания выполняет рейсы по направлениям: Кванджу- Сеул (Кимпхо), Сеул (Кимпхо) - Чуджу и другие.
В парке авиакомпании на 2018 год - три самолета Embraer ERJ-145.